# Стражите! Стражите!
Стражите! Стражите! (на английски: Guards! Guards!) е осмият по ред роман от поредицата на Тери Пратчет Светът на диска. Книгата е в жанр хумористично фентъзи и е издадена през 1989 г. Това е първата книга от поредицата, в която основна тема е градската стража на Анкх-Морпорк.
 Внимание:  Текстът по-долу разкрива сюжета на произведението (или части от него)!
Историята започва с това как едно тайно сдружение се опитва да свали Патриция от власт и да постави на негово място марионетен крал. (По-късно става ясно, че този заговор за сваляне на патриция е ръководен от самия патриций Хавлок Ветинари.) Братството използва открадната магическа книга за да призове дракон, който да хвърли целия град в страх, и по този начин да помогне за възкачването на краля.
Задачата да се спре върлуващия дракон и да се върнат нещата по техните места се пада на Нощната стража, т.е. на капитан Самюел Ваймс, сержант Фред Колън и ефрейтор Ноби Нобс, както и на новия доброволец Керът Айрънфаундерсън. В тяхното начинание им помага и Библиотекарят на Невидимия университет, който се опитва да върне откраднатата от братството книга.
Стражата е в лошо положение. Стражарите са се превърнали в пияници, които само обикалят и звънят с камбанки. Това се променя след пристигането на Керът Айрънфаундерсън. Той е научил наизуст законите на Анкх-Морпорк и още през първия си ден арестува главата на Гилдията на крадците за кражба. Ваймс започва да проучва поведението на дракона, което го запознава с развъждащата блатни дракони (малки животни, които на външен вид напомнят дракон) лейди Сибил Рамкин.
Първоначално водачът на братството успява да контролира дракона напълно и да го призовава, когато му е необходим. Той не отчита че драконът притежава собствена магия. Впоследствие драконът успява да се върне сам в реалния свят и се превръща в крал на Анкх-Морпорк. Самюел Ваймс е затворен в една и съща килия със сваления патриций Ветинари, който с помощта на градските плъхове си е уредил там сравнително удобен начин на живот. Ваймс успява да избяга с помощта на Библиотекаря и отива да спаси Сибил Рамкин, която е определена за първата девица, която да бъде дадена на дракона.
Един от блатните дракони, отглеждани от лейди Сибил, Ерол, успява да победи дракона-крал. Когато тълпата решава да приключи всичко като убие дракона, Ерол го оставя да избяга. Оказва се, че „кралят“ е бил „кралица“.

## Алюзии
Дракончето Ерол може да преустройва храносмилателната си система и да поглъща всякаква храна. Последната трансформация под влияние на висококалоричната си храна и с погълнатия по-рано чайник му позволява да произведе значително подобрен пламък, който на финала се използва като реактивна тяга. По аналогия с калмарите Ерол лети с опашката напред.